# دائرة خنشلة
دائرة خنشلة هي إحدى دوائر ولاية خنشلة الجزائرية.